# Mordellistena aegea
Mordellistena aegea es una especie de coleóptero de la familia Mordellidae.

## Distribución geográfica
Habita en Dodecanese (Grecia).